# 자넷 존스

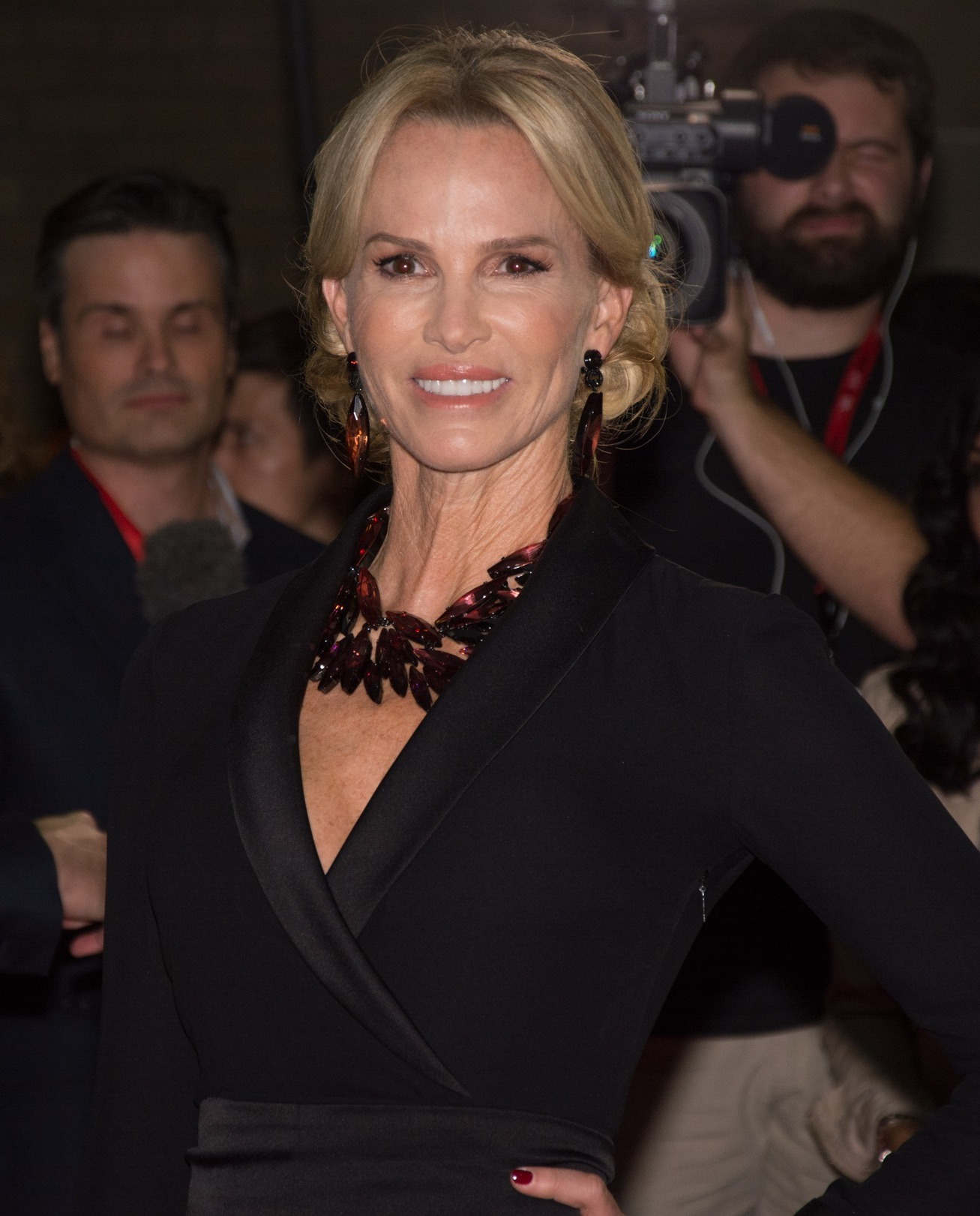

자넷 존스(Janet Jones, 1961년 1월 10일 ~ )는 미국의 배우, 텔레비전 배우, 영화배우이다.

## 영화
- 더 사운드 앤 더 퓨리 (2014년) - 캐롤라인 바스콤 컴슨 역
- 팔로 알토 (2013년) - 쉐리 역
- 지.지.지 (2011년)
- 투 티켓 투 파라다이스 (2006년)
- 알파 독 (2006년)
- 그들만의 리그 (1992년)
- 폴리스 아카데미 5 - 마이애미 비치 임무 (1988년)
- 불타는 도전 (1986년)
- 코러스 라인 (1985년) - 주디 역
- 플라밍고 클럽 (1984년)
- 스테잉 얼라이브 (1983년)
- 비스트마스터 (1982년)